# Phaenocarpa rugipars
Phaenocarpa rugipars är en stekelart som beskrevs av Fischer 1975. Phaenocarpa rugipars ingår i släktet Phaenocarpa och familjen bracksteklar. Inga underarter finns listade i Catalogue of Life.